# سامسونج جالكسي إس 3
سامسونج جالكسي إس 3 (GT-i9300) هو الهاتف الذكي الذي أعلن عنه من قبل شركة سامسونج في 3 مايو 2012 في لندن. ويعتبر خلفاً لجهاز سامسونج جالكسي إس 2. الجهاز صدر في أوروبا في 29 مايو عام 2012، وفي الولايات المتحدة في يونيو حزيران.
الجهاز متوفر بلونين الأزرق (الحصاة الزرقاء) والأبيض (الرخام الأبيض) بالإضافة إلى العديد من الميزات البرمجية وإكسسوارات الأجهزة.
وهذه الميزات تشمل خاصية (سمارت ستاي Smart Stay) وتعني السكون الذكي وتكون عن طريق تعقب عيني المستخدم عبر الكاميرا الأمامية وتعدل شدة الضوء على هذا الأساس وخاصية (الاتصال المباشر Direct Call) التي تمكن المستخدم من استدعاء الشخص الذي نص الرسالة وتكون رسالته على الشاشة وذلك عن طريق رفع الهاتف إلى الأذن)، وخاصية (بوب اب بلاي Pop up Play) التي تسمح للفيديو وغيره من الأنشطة مواصلة العمل على الشاشة في نفس وقت استخدام الهاتف.

## توفر الجهاز في الدول العربية
الجهاز متوفر في جميع الدول العربية.

## القطع والتصميم
يمتلك جهاز S III هيكله مصنوع من بلاستيك البوليكاربونيت بقياس 136.6 ملم في 70.7 ملم عرض وسماكته 8.6 ملم. قامت سامسونج بهجر التصميم المستطيل المستخدم في الطرازين السابقين S و S II حيث قامت باستبدالها بزاويا مستديرة وحواف منحنية في S III .
يوجد العديد من نسخ اس 3. حيث تم طرح نسخ تدعم تشغيل شبكات الجيل الرابع ولكن لم تطرح سوى في أسواق شمال أمريكا وبعض الدول في أسيا. بالإضافة إلى ذلك تختلف النسخ بحجم الذاكرة الداخلية حيث توجد نسختين بحجمي 16 و 32 جيجا بايت كما سيتم إصدار نسخة بسعة 64 جيجا وستكون متوفرة عالميا. كما تدعم كل النسخ ذاكرة microSD خارجية تصل حتى 64 جيجا.
شاشة الجهاز من نوع شاشة المصفوفة العضوية النشطة ذات الصمام الثنائي الباعث للضوء بقياس 4.8 إنش وهي بوضوح 1280 في 720 بكسل (720p) وبكثافة بكسلات (أو البكسلات في الأنش) تصل إلى 308 بكسل وللتعامل مع العدد الكبير من البكسلات قامت سامسونج وبحركة ذكية بإزالة أحد ثلاثة بكسلات فرعية (أخضر، أحمر، أزرق) من كل بكسل لتوليد مصفوفة بنتايل (pintile matrix). (تعتبر بنتايل علامة تجارية خاصة بشركة سامسونج)
يمتلك الجهازكامرتين أمامية وخلفية. كاميرا خلفية 8 ميجابكسل قادرة على إلتقاط صور بدقة 3,264×2,448 بكسل وتصوير فيديو بوضح 1920 في 1080 (1080p) وكاميرا أمامية بوضوح 1.9 ميجا بكسل. كما أن الهاتف قادر على إلتقاط صور أثناء تصوير الفيديو.
البطارية من نوع li-ion بسعة 2100 Mah وتزعم الشركة أن الهاتف قادر على الاستمرار في العمل لمدة 7 ساعة في وضع الإنتظار عند استخدام الجيل الثالث و 9 ساعة في وضع الإنتظار عند استخدام تقنية الجيل الثاني.

## الالوان المتوفرة لهاتف جالكسي اس3
- الأبيض
- الأزرق
- الأسود
- الأحمر
- أصفر
- أخضر
- برتقالي

## الذاكرة
- ذاكرة داخلية: الهاتف يأتي بعدة سعات 16/32/64 GB
- ذاكرة خارجية حتى 64 GB جيجابايت
- الذاكرة العشوائية 1 GB RAM جيجابايت (النسخة العالمية)، 2 GB RAM (نسخة LTE في أسواق محددة).

## الكاميرا
كاميرا خلفية 8 ميجابايت
تركيز تلقائي
فلاش LED
تصوير فيديو HD بدقة 1080p
امكانية التقاط صور أثناء تصوير فيديو
تركيز باللمس
تتيع الوجه والابتسامة
كاميرا أمامية 1.9 MP ولديها إمكانية تصوير فيديو بجودة 720p

## الشاشة
يأتي Samsung Galaxy S3 بشاشة HD Super AMOLED بدقة pixels 1280×720
بحجم 4.8 إنش.

## الشبكات
2G / GSM 850 / 900 / 1800 / 1900
3G / HSDPA 850 / 900 / 1900 / 2100

## مميزات جالكسي إس 3
(بالإنجليزية: Samsung Galaxy S3)‏
- نظام أندرويد Android OS, 4.3.1
- معالج Exynos رباعي النواة بسرعة 1.4 GHz
- معالج رسوميات Mali-400MP
- دعم GPS مع A-GPS ودعم GLONASS
- دعم راديو Stereo FM
- دعم جافا
- بلوثوت 4.0
- التواصل عن طريق المجال القريب NFC
- واي فاي Wi-Fi { DLNA, Wi-Fi Direct, Wi-Fi hotspot }
- منفذ صوت 3.5mm
- وزن جالكسي اس 3 : 133 جرام

## المميزات
جميع مواصفات جالكسي اس 3 المبينة أعلاه هي مواصفات الجهاز (الهاردوير)
اما (السوفت وير) هي:
1. S-Voice : وهي خاصية تشبه siri الموجود في أي فون 4 اس حيث يستطيع المستخدم التحدث مع الهاتف واعطائه أوامر مثل رفع / خفض الصوت، تشغيل الكاميرا، التقاط الصور، تشغيل مقاطع الصوت، جدولة الأعمال، الرد على المكالمات وغيرها من المميزات الأخرى. هذه الخدمة تدعم 8 لغات والعربية ليست من ضمنها واللغات هي (الإنجليزية الأمريكية، الإنجليزية البريطانية، الألمانية، الإسبانية، الإيطالية، والكورية)
2. Smart Stay : وهي ميزة في الهواتف حيث تقوم الكاميرا الامامية بتتبع حركة عين لمعرفة إذا ما كان المستخدم ينظر إلى الشاشة أم لا ولن تنطفئ الشاشة مادام الشخص مازال ينظر إلى الشاشة حيث يعرف الجهاز متى يقرأ المستخدم ومتى يشاهد وعندما تقوم بإبعاد نظره عن الشاشة فإنها سوف تغلق تلقائيا.
3. Face Recognition With Auto Tagging : حيث يقوم جالكسي اس 3 بالتعرف علي الاشخاص الموجودين في الصورة (بشرط أن تكون صورة الشخص في قائمة الاتصال الخاصة بالمستخدم) ويوجد امكانية مشاركة الصورة من الاشخاص الموجودين في الصورة عن طريق البريد الإلكتروني أو MMS ويتم ذلك بالضغط علي صورة الشخص الذي يرغب المستخدم بارسال الصورة له أو الضغط علي جميع الاشخاص لارسال الصورة لهم.
4. S-Beam : هذه الخاصية تسمح للمستخدمين بنقل الملفات بين جهازين بسرعة عن طريقة ملامسة الجهازين حيث تستخدم هذه الميزة تقنية الواي فاي أو NFC وتستطيع نقل ملف 1 جيجا بايت في 3 دقائق.
5. Direct Call : عند إرسال رسالة لشخص ما بالإمكان وضع على الاذن وسوف يقوم الهاتف بالاتصال به فورا أو عند فتح قائمة الاتصال بشخص ما ووضع الهاتف على الاذن سوف يقوم الهاتف تلقائيا بالاتصال بالشخص من دون الحاجة للضفط على زر الاتصال.
6. AllShare Play and Cast : يمكن من خلال هذه الخاصية مشاهدة صوت وصورة علي شاشة التلفاز كما يمكن مشاركة الملفات بسهولة أو جعل جالكسي اس 3 كجهاز تحكم.
7. Smart Alert : من خلال هذه الخاصية والتي تسمى التنبيه الذكي يقوم جالكسي اس 3 بتنبيه المشتخدم عن المكالمات الفائتة والرسائل والبريد الإلكتروني عند رفع الجهاز (بعد تركه لفترة) عن طريق الاهتزاز.
8. Burst Shot and Best Photo : هذه الخاصية من خصائص الكاميرا حيث يقوم الهاتف بأخذ 20 صورة بشكل سريع جدا ومتتابع ويتم اختيار أفضل الصور بشكل تلقائي.
9. Pop Up Play : من خلال هذه الخاصية بامكان المستخدم تقسيم الشاشة الي اثنين والقيام بوظيفتين مثلا مشاهدة فيديو بنافذة صغيرة وتصفح الإنترنت أو البريد أو فتح تطبيق... إلخ.
10. Wireless Charging : يمكن من جالكسي اس 3 شحن الهات لاسلكي بدون أسلاك.